# Gaizka Garitano
Gaizka Garitano Agirre (Bilbao, 9 luglio 1975) è un allenatore di calcio ed ex calciatore spagnolo di ruolo centrocampista, tecnico del Cadice.

## Caratteristiche tecniche

### Giocatore
Era un mediano, talvolta dedito alla fase di regia.

### Allenatore
All'Eibar inizialmente usa il 4-2-3-1.

## Carriera

### Giocatore
Vanta 51 incontri e 5 gol nella Primera División (Spagna), 304 sfide e 35 marcature nella seconda divisione spagnola, 115 presenze e 17 reti nella terza divisione spagnola.
Ha inoltre giocato anche 5 partite nella Selezione di calcio dei Paesi Baschi.

### Allenatore
Dopo aver terminato la carriera del calcio giocato, torna all'Eibar dove diviene il vice allenatore dal 2009 fino all'aprile del 2010. Nel luglio dello stesso anno viene incaricato alla guida della squadra riserve e nel 2012 è nuovamente promosso come allenatore della prima squadra. I risultati sono subito ottimi, dal momento che in due anni porta la squadra dalla Segunda División B, terzo livello del calcio spagnolo, fino alla Primera División, categoria raggiunta per la prima volta dalla società basca grazie al primo posto nella Segunda División. Il 23 maggio 2015, al termine del match vinto 3-0 contro il Córdoba, che sancisce la retrocessione del club dopo un solo anno in Primera División, lascia la squadra rossoblu.
Il 6 luglio 2015 diventa il nuovo allenatore del Real Valladolid. Il 21 ottobre, con la squadra ultima in Segunda División, è esonerato.
Il 10 giugno 2016 è chiamato ad allenare il Deportivo La Coruña, in Primera División, con un contratto annuale. Il 26 febbraio 2017 è esonerato dopo quattro sconfitte consecutive, con la squadra in zona retrocessione.
In luglio diventa tecnico del Bilbao Athletic, seconda squadra del Athletic Bilbao di cui diventa allenatore il 4 dicembre 2018 in sostituzione dell'esonerato Eduardo Berizzo. Resta alla guida del club basco sino al 3 gennaio 2021, giorno in cui viene esonerato dai baschi.
Il 7 giugno 2021 viene assunto dall'Eibar.

## Palmarès

### Allenatore
- Segunda División (Spagna): 1

Eibar: 2013-2014